# Trophimus von Arles

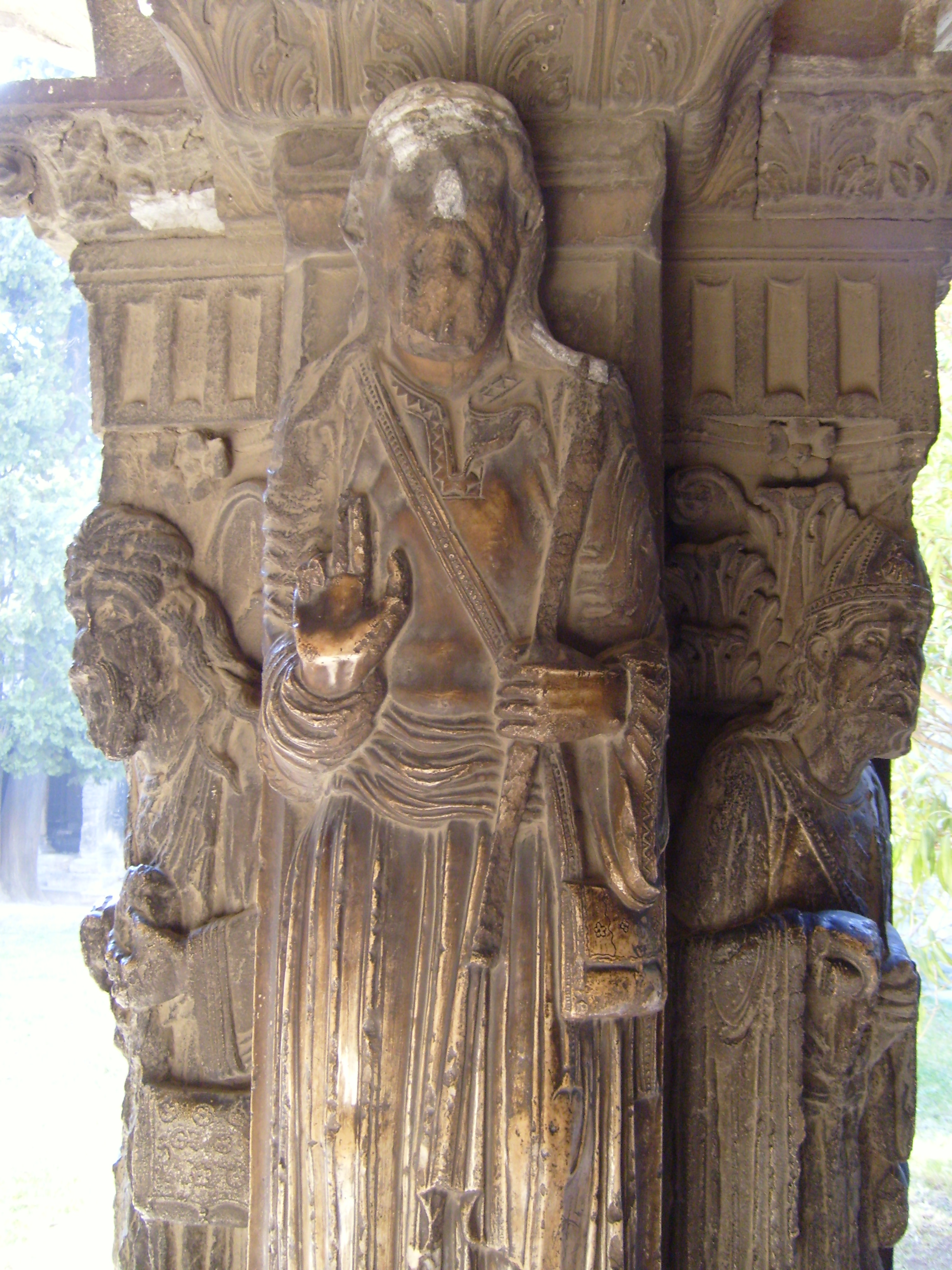
Statue des hl. Trophimus im Kreuzgang von St-Trophime, Arles

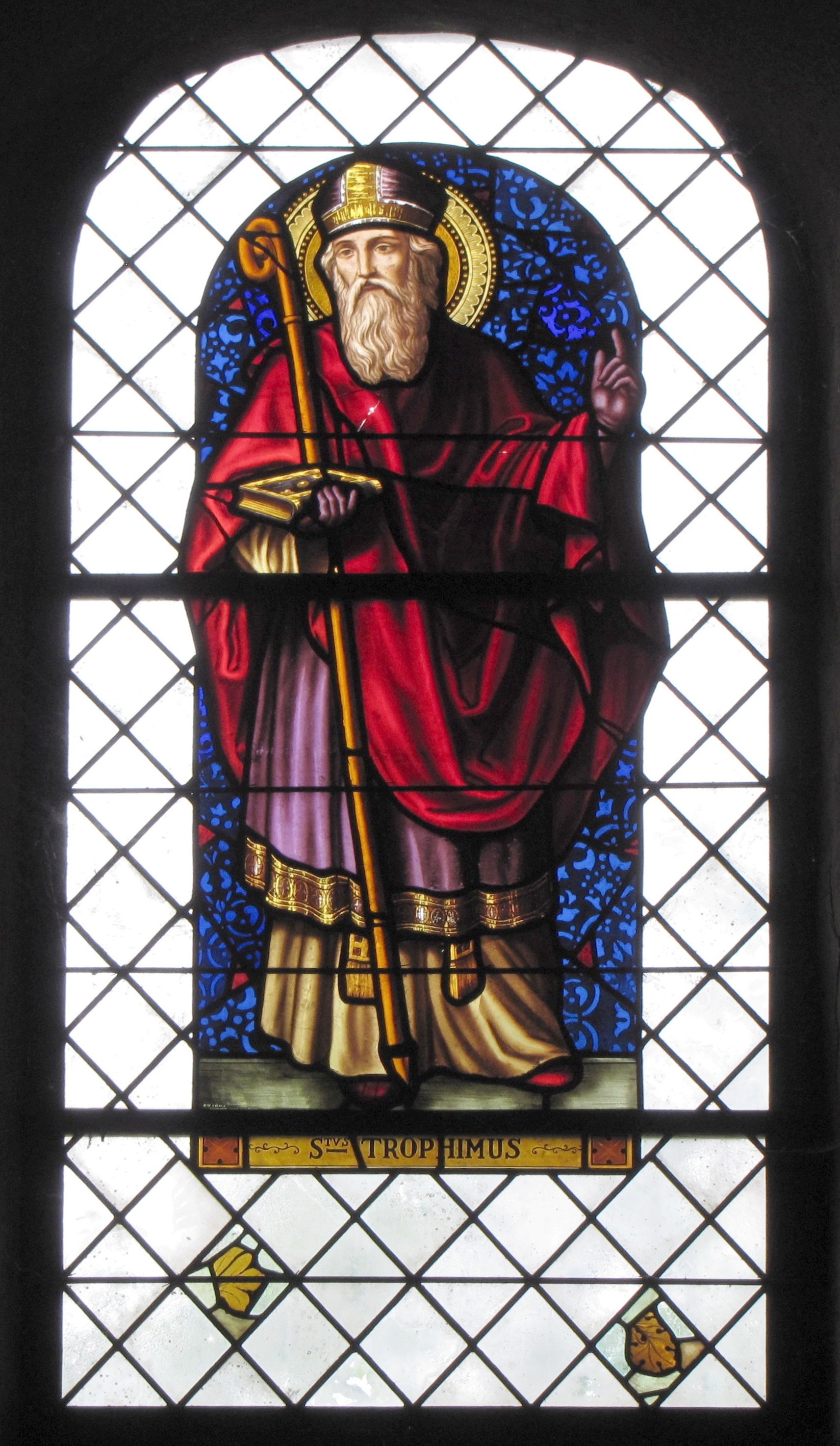
Glasfenster mit der Figur des hl. Trophimus in der Kirche von Eschau, Elsass

Trophimus von Arles war der Überlieferung zufolge der erste Bischof der Stadt Arles (Frankreich, seinerzeit Römisches Reich), als diese Mitte des 3. Jahrhunderts Sitz eines Bistums wurde. Sein Gedenktag ist der 29. Dezember.

## Vita
Gemäß Gregor von Tours wurde Trophimus um das Jahr 250 mit sechs weiteren Gefährten zum Bischof geweiht. Mit seinen Gefährten (Gatianus von Tours, Paulus von Narbonne, Saturninus von Toulouse, Austremonius von Clermont, Dionysius von Paris und Martial von Limoges) wurde er zur Mission nach Gallien geschickt. Erstmals bezeugt wird er in einem Brief aus dem Jahr 417.

## Legenden und Verehrung
Nach einer Legende, die um das Jahr 450 entstand, war Trophimus ein Schüler des Apostels Petrus. Mit dieser Legende wollten die Bischöfe von Arles die bedeutende Stellung ihres Bistums herausheben. Nach anderen Legenden war er ein Schüler des Apostels Paulus, denn in der Apostelgeschichte (Apg 21,29 ) wird von einem Epheser mit Namen „Trophimus“ berichtet, der zur Begleitung des Paulus gehörte und möglicherweise im 2. Timotheusbrief (2 Tim 4,20 ) nochmals erwähnt wird; er soll um das Jahr 70 unter Kaiser Nero in Rom das Martyrium erlitten haben.
Trophimus wird auch als Heiliger verehrt. Ado von Vienne brachte den biblischen Trophimus im 9. Jahrhundert mit dem ersten Bischof von Arles in Zusammenhang; die ehemalige Kathedrale der Stadt und heutige Hauptkirche ist nach ihm benannt.

## Darstellung
Trophimus wurde nur selten dargestellt. Er trägt das Bischofsornat.